# Dodonaea pinnata
Dodonaea pinnata là một loài thực vật có hoa trong họ Bồ hòn. Loài này được Sm. mô tả khoa học đầu tiên năm 1809.